# Aleurochiton aceris
Aleurochiton aceris är en insektsart som först beskrevs av Modeer 1778.  Aleurochiton aceris ingår i släktet Aleurochiton, och familjen mjöllöss. Arten är reproducerande i Sverige.

## Bildgalleri

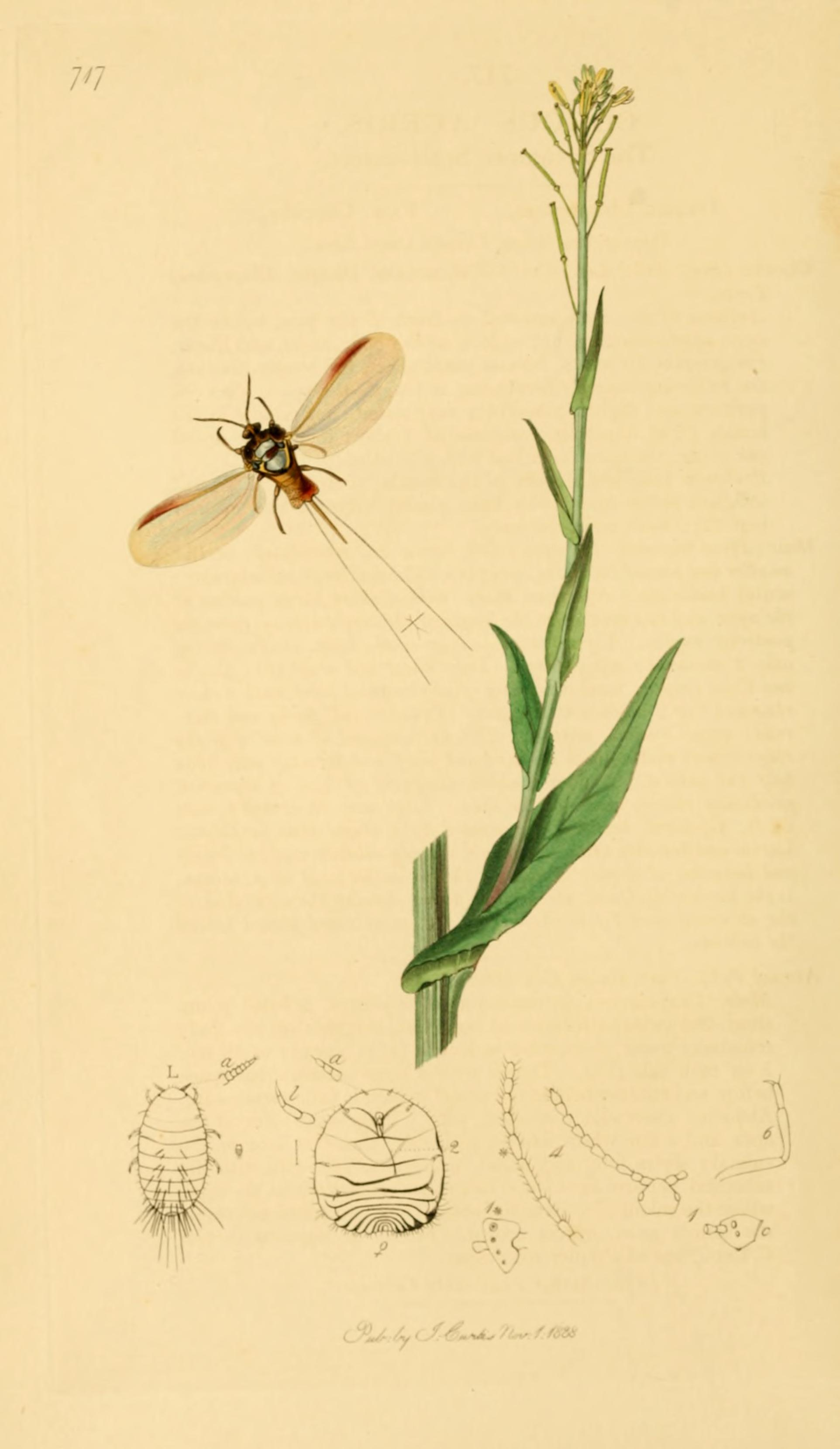